# 費爾南達·薩波娜拉·麗瓦
費爾南達·薩波娜拉·麗瓦（西班牙語：Fernanda Saponara Rivva，2001年7月12日—），秘魯女子羽毛球運動員。

## 簡歷

### 2017年 美洲赛：團體夺第四
2017年2月，費爾南達·薩波娜拉·麗瓦代表秘魯参加多米尼加聖多明哥举办的泛美洲羽毛球錦標賽，助秘魯队赢得混合團體第四名。同年3月，她出战秘魯羽毛球國際系列賽，在女单準决赛以0比2（17-21、10-21）不敌赛会头号种子、队友的丹妮拉·马西亚斯；此外，还与搭档Micaela Flores Vasquez De Velasco的女双準決賽以0比2（12-21、19-21）不敌队友的伊内斯·卡斯蒂略/寶拉·拉托雷·瑞格。同年4月，她与Micaela Flores Vasquez De Velasco出战秘魯羽毛球國際挑戰賽，在女双準决赛以0比2（15-21、8-21）不敌赛会2号种子、巴西强档的杰奎琳·利马/薩米亞·利馬。同年6月，她份出戰危地馬拉羽毛球未來系列賽，在女单決賽以0比2（21-23、18-21）不敵赛会頭號種子、危地馬拉的尼克特·亚历杭德拉·索托马约尔，屈居亞軍。同年8月，她出战加勒比地區羽毛球聯合會公開賽，在女单準决赛以0比2（11-21、21-23）不敌赛会头号种子、美国名将的杰米·苏班迪。同年10月，她出战聖多明哥羽毛球公開賽，在女单决赛以0比2（9-21、10-21）不敌赛会6号种子、美国名将的傑米·許，赢得亚军；此外，还与搭档迭戈·苏巴斯蒂·托库穆拉的混双準决赛以0比2（14-21、8-21）不敌赛会头号种子、古巴强档的利奥丹尼斯·马丁内斯/塔希玛拉·奥罗佩萨。同年11月，她出战蘇利南羽毛球國際賽，在女单决赛以0比2（19-21、8-21）不敌赛会2号种子、古巴名将的塔希玛拉·奥罗佩萨，赢得亚军。

### 2018年 美洲赛：青年夺铜
2018年3月，費爾南達·薩波娜拉·麗瓦与Micaela Flores Vasquez De Velasco出战牙買加羽毛球國際賽，在女双準决赛以0比2（13-21、12-21）不敌美国强档的傑米·許/杰米·苏班迪。同年5月，她出战秘魯羽毛球未來系列賽，在女单準决赛以0比2（12-21、12-21）不敌巴西名将的法比安娜·席尔瓦；此外，还与搭档布鲁诺·巴鲁埃托·德萨的混双準决赛以1比2（19-21、21-15、15-21）不敌赛会2号种子、队友的迭戈·米尼/寶拉·拉托雷·瑞格。同年7月，她代表秘魯参加巴西萨尔瓦多举办的美洲青年羽毛球錦標賽，在女单準決賽以0比2（6-21、14-21）不敌赛会3/4号种子、加拿大名将的吳熙兒，赢得美青赛女单季军。

## 主要比賽成績
只列出曾進入準決賽的國際賽事成績：
| 年份   | 賽事                         | 公開賽級別 | 項目     | 拍檔                              | 成績   |
| ------ | ---------------------------- | ---------- | -------- | --------------------------------- | ------ |
| 2017年 | 泛美洲羽毛球錦標賽           | 其他       | 混合團體 | －                                | 第四名 |
| 2017年 | 秘魯羽毛球國際系列賽         | 國際系列賽 | 女子單打 | －                                | 準決賽 |
| 2017年 | 秘魯羽毛球國際系列賽         | 國際系列賽 | 女子雙打 | Micaela Flores Vasquez De Velasco | 準決賽 |
| 2017年 | 秘魯羽毛球國際挑戰賽         | 國際挑戰賽 | 女子雙打 | Micaela Flores Vasquez De Velasco | 準決賽 |
| 2017年 | 危地馬拉羽毛球未來系列賽     | 未來系列賽 | 女子單打 | －                                | 亞軍   |
| 2017年 | 加勒比地區羽毛球聯合會公開賽 | 國際系列賽 | 女子單打 | －                                | 準決賽 |
| 2017年 | 聖多明哥羽毛球公開賽         | 國際系列賽 | 女子單打 | －                                | 亞軍   |
| 2017年 | 聖多明哥羽毛球公開賽         | 國際系列賽 | 混合雙打 | 迭戈·苏巴斯蒂·托库穆拉            | 準決賽 |
| 2017年 | 蘇利南羽毛球國際賽           | 國際系列賽 | 女子單打 | －                                | 亞軍   |
| 2018年 | 牙買加羽毛球國際賽           | 國際系列賽 | 女子雙打 | Micaela Flores Vasquez De Velasco | 準決賽 |
| 2018年 | 秘魯羽毛球未來系列賽         | 未來系列賽 | 女子單打 | －                                | 準決賽 |
| 2018年 | 秘魯羽毛球未來系列賽         | 未來系列賽 | 混合雙打 | 布鲁诺·巴鲁埃托·德萨              | 準決賽 |
| 2018年 | 泛美洲青年羽毛球錦標賽       | 其他       | 女子單打 | －                                | 季軍   |
| 2019年 | 泛美洲青年羽毛球錦標賽       | 其他       | 混合團體 | －                                | 第四名 |
| 2019年 | 泛美洲青年羽毛球錦標賽       | 其他       | 女子單打 | －                                | 季軍   |
| 2020年 | 牙買加羽毛球國際賽           | 國際系列賽 | 女子雙打 | 伊內斯·卡斯蒂略                   | 準決賽 |
| 2020年 | 秘魯羽毛球未來系列賽         | 未來系列賽 | 女子單打 | －                                | 準決賽 |
| 2022年 | 巴西羽毛球國際系列賽         | 國際系列賽 | 女子單打 | －                                | 準決賽 |
| 2023年 | 秘魯羽毛球未來系列賽         | 未來系列賽 | 女子單打 | －                                | 亞軍   |
| 2023年 | 千里達及托巴哥羽毛球國際賽   | 國際系列賽 | 女子單打 | －                                | 準決賽 |
| 2023年 | 委内瑞拉羽毛球國際賽         | 國際系列賽 | 混合雙打 | Adriano Viale Aguirre             | 準決賽 |

| 2007-2017年 | 首要超級賽 | 超級賽 | 黃金大獎賽 | 大獎賽 | 國際挑戰賽 | 國際系列賽 | 未來系列賽 | 其他 |

| 2018-2026年 | 總決賽 | 超級1000賽 | 超級750賽 | 超級500賽 | 超級300賽 | 超級100賽 | 國際挑戰賽 | 國際系列賽 | 未來系列賽 | 其他 |